# Salegy
 (juin 2022).
- Si vous ne connaissez pas le sujet, laissez ce bandeau (vous pouvez alors contacter les auteurs).
- Si vous supprimez le contenu mis en cause (vous pouvez préalablement contacter les auteurs),

argumentez précisément cette suppression dans la page de discussion
(un manque de référence n'est pas un argument ; une recherche réelle de référence doit avoir été effectuée, être formellement documentée).

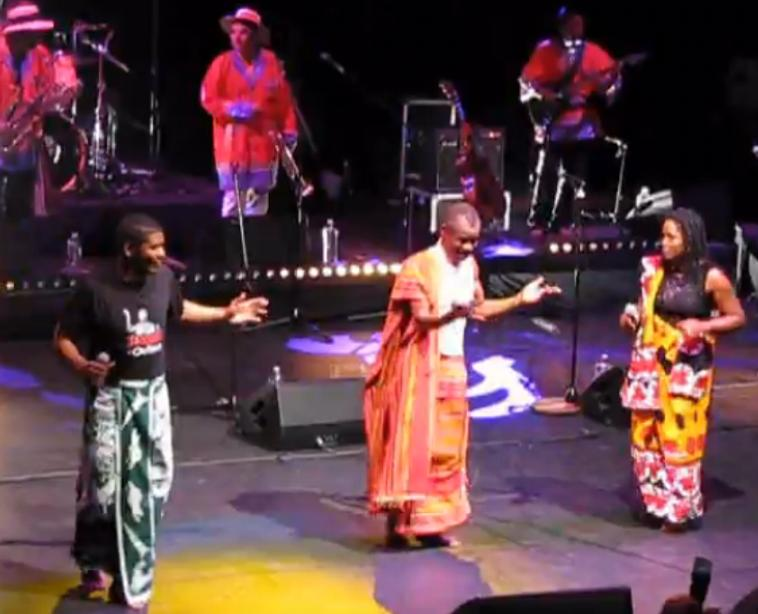
Jaojoby dansant le salegy

Le salegy, prononcé /sa.lɛɡ/, est un rythme typique de Madagascar, trouvant ses racines au nord. Popularisé entre autres par Eusèbe Jaojoby, on le retrouve dans beaucoup de styles de musiques, du nord au sud. Jaojoby est sans aucun doute son interprète le plus renommé aussi bien à Madagascar que dans le monde entier.
Au nord de Madagascar et Mayotte, le salegy est souvent accompagné d'un rythme à mains nues appelé rombo manofo [ʁwmb manwf], de chants responsoriaux puissants et declamatoires et d'une danse faite par les femmes appelée mbiwy.

## Origine
Le salegy, une musique liée aux us et coutumes malgache est né au quinzième siècle, soit à l'aube du peuplement malgache. C'est une une version moderne du style musical antsa qui était traditionnellement joué lors des rituels de Betsimisaraka et de Tsimihety. Il était utilisé par les sakalava et les tsimihety dans les rites de possession pour demander des faveurs aux esprits.  En plus de leurs similitudes dans le tempo, le style vocal et la tendance aux tonalités mineures (que certains attribuent à une influence arabe, et qui contraste avec la prédominance des tonalités majeures de la musique des hauts plateaux), le salegy partage la structure de l’antsa en ce qu’il comporte toujours une section médiane appelée folaka ("brisée") qui est principalement instrumentale — la voix sert seulement à inciter à une danse plus énergique — et au cours de laquelle les chanteurs (et le public) se lanceront dans des battements de mains polyrythmiques complexes au rythme de la musique. 
Le salegy est une forme d'expression traditionnelle originaire du monde rural. Il est caractérisé par un chant polyphonique accompagné de percussions, du valiha, du kabosy et d'accordéon présents à Madagascar dès le XIX e siècle. Il a été modernisé depuis1959 par l'apport de guitares électriques, moment où on le trouve au verso de pochettes de 45tours.

## Modernisation
Les jeunes artistes comme wawa et Aly Mourad modernisent le salegy en réduisant le son des guitares et en augmentant le son des percussions. Quant à Tence Mena et Vaiavy Chila, elles fusionnent les sons classiques et les sons high tech.
Le style est funky et énergique, avec des guitares électriques, un accordéon réel ou synthétisé, les voix polyphoniques, le tout propulsées par une basse électrique lourde et une section de percussions entraînantes comprenant généralement un kit de batterie, des djembes et des shakers.
Le rythme syncopé et polyrythmique de la salegy est rapide (typiquement autour de 290BPM) et comporte un motif de percussion distinctif exécuté sur une batterie occidentale en 6/8 ou 12/4 avec des accents sur le 3e ou 7e temps dont la pulse est variable selon les régions de l'île.La mélodie et les harmonies sont souvent en mi mineur et comportent de belles guitares électriques high-life et des lignes d’accordéon synthétisées. 
Le son du salegy peut être entendu dans les boîtes de nuit, les cabarets, les fêtes et les pistes de danse à travers l’île.

## différentes variantes
- le tsapiky (sud)
- le basesa (est)
- le goma (nord)
- le kawitry (nord)
- le salegy (nord)
- le malesa (nord-ouest)
- l'antosy (nord-ouest)
- le bahoejy (nord-ouest)
- le salesa (nord-ouest)
- l'alalaosy (nord-ouest)
- le mgodro (Mayotte)
- le salegue (La Réunion)

Le nord-ouest comme on voit ici détient la plupart des variations, incluant des ethnies tsimihety de la région Sofia dans la province de Majunga.

## Artistes
- Anziza Salema
- Elisabbeth Raliza, Freddy Ranarison et los Matadores, fandrama, Aly Mourad, Gino, Zandry Amed[4]
- Arsène Félix
- Dr. J.B. and the Jaguars
- Fenoamby, Bilo, Sisca mamawe, Roseliane,Tence Mena[7]
- Eusèbe Jaojoby
- Fredy de Majunga
- Gérard Tsapalôko
- IO Anay
- Jaojoby Junior
- Joacin-tapaka
- Lazard
- Mily Clément
- Mister Rotsirotsy
- Ninie Doniah
- Olga del Madagascar
- Paskaal Japhet
- Tsimihety Orchestra
- Din Rotsaka (connu étant le prince du salegy)
- Ralay Robert
- Vaiavy Sine
- Jean Aimé
- Ralede
- Tianjama Liberty
- Vaiavy Chila
- Wawa
- sim'on leonard
- Motamo
- Sisca
- Mika & Dayvis
- Sofia Goma
- Dedesse